# Government Islet
Government Islet är en ö i territoriet Falklandsöarna (Storbritannien). Den ligger i den nordvästra delen av ögruppen, 150 km väster om huvudstaden Stanley.